# هيلين فريكر
هيلين أماندا فريكر (مواليد 1969)، عالمة جليد وأستاذة في معهد سكريبس لعلوم المحيطات في جامعة كاليفورنيا في سان دييغو، حاصلة على جائزة مارثا ت. موس للعلوم والسياسة لعام 2010 في القارة القطبية الجنوبية.

## النشأة والتعليم
التحقت هيلين بمدرسة الترينشام الإعدادية للبنات حيث قابلت ميليسا لورد مدرسة الفيزياء الشابة والنشيطة والتي وجهتها في طريقها لتصبح عالمة. حصلت على بكالوريوس في علوم الرياضيات والفيزياء من كلية لندن الجامعية (يو سي إل) بمرتبة شرف أولى في عام 1991. أنجزت دورة تدريبية في علوم الأرض في سنتها الأخيرة في كلية لندن الجامعية من المحاضر كريس رابلي الذي كان قائد مجموعة الاستشعار عن بعد في جامعة كاليفورنيا في لوس أنجلوس، والذي أصبح لاحقًا مديرًا للمسح البريطاني للقارة القطبية الجنوبية.
شجعها كريس رابلي على إنجاز أطروحة حول استخدام بيانات الاستشعار عن بعد لتتبع الجبال الجليدية في القطب الجنوبي خلال سنتها الأخيرة. حولت هذه الدورة التدريبية انتباهها نحو القارة القطبية الجنوبية وبدأت بذلك في العمل في مجال علم الجليد.
حصلت على درجة الدكتوراه من معهد دراسات القطب الجنوبي والمحيط الجنوبي في جامعة تسمانيا في أستراليا في عام 1998. بدأت فريكر عملها في معهد سكريبس لعلوم المحيطات كباحثة دراسات عليا في عام 1999 وهي الآن أستاذة في الجيوفيزياء في معهد سيسيل هـ. وآيدا م. غرين للجيوفيزياء والفيزياء الكوكبية ضمن معهد سكريبس لعلوم المحيطات بجامعة سان دييغو. ولديها وزوجها غلين فريكر ثلاث بنات.

## المهنة والتأثير
ألّفت فريكر أكثر من 80 منشورًا يتعلق بالاستشعار عن بعد عبر الأقمار الصناعية لأرفف الجليد في القارة القطبية الجنوبية والبحيرات تحت الجليدية النشطة. وتُعرف فريكر على نطاق واسع لاكتشافها البحيرات تحت الجليدية النشطة، وبينت أن هذه البحيرات تشكل أنظمة هيدرولوجية حيوية، إذ يمكن أن تُفرغ بحيرة في أخرى خلال فترة زمنية قصيرة. تُعتبر فريكر أول من وصف بحيرة ويلانز في عام 2007، وهي بحيرة تحت جليدية نشطة في غرب القارة القطبية الجنوبية أصبحت فيما بعد أول بيئة من هذا النوع تُؤخذ منها العينات وقد وُجد أنها تحوي حياة.
اشتهرت ببحثها الإبداعي في عمليات موازنة كتلة الجرف الجليدي القطبي الجنوبي مثل انهيار جبل الجليد والانصهار القاعدي والتجمد. ويركز بحثها على الصفائح الجليدية في القارة القطبية الجنوبية وغرينلاند ودورها في النظام المناخي وفي هيدرولوجيا تحت الجليد. تستخدم مجموعة من رادار الأقمار الصناعية وقياس الارتفاع بواسطة الليزر وغيرها من بيانات الاستشعار عن بعد لفهم عمليات الصفيحة الجليدية.
كانت فريكر أحد الباحثين الأساسيين في مشروع سُمي «التنقيب البحثي للوصول إلى المنطقة تحت الجليدية لتيار ويلانز الجليدي» (دبليو آي إس إس إي آر دي)،  والتي كانت أول مجموعة تنقب عن بحيرة تحت جليدية في القطب الجنوبي، بحيرة ويلانز تحت الجليدية.
تقلدت فريكر العديد من المناصب المتعلقة بدراستها للغلاف الجليدي في عام 2013 بما في ذلك رئيسة الفريق المتخصص بعلوم الغلاف الجليدي التابع للاتحاد الجيوفيزيائي الأميركي (إي جي يو) من عام 2004 وحتى عام 2006، وعضو منتخب في فريق علوم الأقمار الصناعية للجليد والغيوم وارتفاع الأرض (آي سي ي. سات) من عام 2006 وحتى الآن كجزء من مهمة الفريق من التي بدأت في عام 1999 وتستمر حتى اليوم، وعضو منتخب في فريق تعريف العلوم (آي سي ي. سات-2) وفريق تغيير مستوى سطح البحر التابع لناسا. وتدير مجموعة سكريبس لعلوم الجيولوجبا في معهد سكريبس لعلوم المحيطات.

## الجوائز والتكريمات
حصلت فريكر على جائزة جمعية تسمانيا الملكية لأطروحات الدكتوراه عن أطروحتها لعام 2001. وحصلت على جائزة ناسا لإنجاز المجموعة لدورها في فريق تطوير مهمة الأقمار الصناعية للجليد والغيوم وارتفاع الأرض (آي سي ي. سات) في عام 2004.
حصلت في عام 2010 على جائزة مارثا ت. موس للعلوم والسياسة في القارة القطبية الجنوبية من قبل مؤسسة تينكر واللجنة العلمية لأبحاث القطب الجنوبي وانتخبت عضوًا في الاتحاد الجيوفيزيائي الأمريكي في عام 2017.